# Бутчик, Михаил Михайлович
Михаи́л Миха́йлович Бу́тчик (1868—1922) — русский военный деятель, генерал-лейтенант (1917), герой Первой мировой войны, Георгиевский кавалер. Военный министр в Крымском краевом правительстве (1918—1919).

## Биография
Из дворян Санкт-Петербургской губернии, православного вероисповедания.
В августе 1887 года, получив общее образование в Гатчинском Николаевском институте, вступил в военную службу в 10-й гренадерский Малороссийский полк и в сентябре того же года был командирован на учёбу в Московское пехотное юнкерское училище. В декабре 1888 года произведен в унтер-офицеры.
По окончании в 1889 году полного курса училища, произведен в подпоручики, с назначением на службу в 101-й пехотный Пермский полк, расквартированный в Гродно.
В октябре 1892 года, выдержав предварительный и вступительный экзамен, был зачислен в Николаевскую академию Генерального штаба. В мае 1893 года произведен в поручики.
В мае 1894 года, не выдержав выпускного экзамена, был отчислен от Академии и возвратился в свой полк. В октябре того же года, снова выдержав предварительный и вступительный экзамен, был повторно зачислен в младший класс Академии.
В мае 1897 года, по окончании по 1-му разряду 2-х классов основного, и затем успешно дополнительного курса Николаевской академии Генерального штаба, был произведен в штабс-капитаны, причислен к Генеральному штабу и назначен состоять при штабе войск Закаспийской области (в Асхабаде).
По прибытии к месту службы, в октябре 1897 года был назначен исполняющим обязанности заведывающего передвижением войск и военных грузов по Закаспийской военной железной дороге. С февраля по июнь 1898 года заведывал мобилизационной частью штаба войск Закаспийской области. Одновременно, с января 1898 по февраль 1899 года, — штатный слушатель офицерских курсов по изучению языка хиндустани (урду).
В июле 1898 года причисленный к Генеральному штабу 101-го пехотного Пермского полка штабс-капитан Бутчик был переведен в Генеральный штаб, с назначением на должность обер-офицера для поручений при штабе войск Закаспийской области. В апреле следующего года произведен в Генерального штаба капитаны
С мая 1899 по март 1901 года капитан Бутчик находился в командировке в Персии, в распоряжении генерального консула в Хорассане. По упразднении штаба войск Закаспийской области, с августа 1899 года назначен обер-офицером для поручений при наме́дни сформированном штабе 2-го Туркестанского армейского корпуса (Асхабад).
С 22.10.1901 по 29.10.1902 в Вильне в прикомандировании к 105-му пехотному Оренбургскому полку проходил цензовое командование ротой.
В декабре 1902 года был произведен в Генерального штаба подполковники, с назначением старшим адъютантом штаба того же корпуса.
В ноябре 1904 года подполковник Бутчик был назначен на должность штаб-офицера при управлении 6-й Туркестанской стрелковой бригады (Асхабад). В декабре 1906 года, за отличия по службе, произведен в Генерального штаба полковники.
В мае–июле 1906 года проходил цензовое командование батальоном в прикомандировании к 1-му Закаспийскому стрелковому батальону, затем, с 08.06.1907 по 24.10.1907, — в прикомандировании к 59-му пехотному Люблинскому полку (Одесса).
С 13 мая 1908 года полковник Бутчик — начальник штаба 27-й пехотной дивизии (город Вильна). С 29 мая по 31 июля 1908 года был в прикомандировании к строевой артиллерийской части, с 3 по 14 сентября того же года — в прикомандировании к строевой кавалерийской части.
В сентябре 1912 года назначен командиром 135-го пехотного Керчь-Еникольского полка, расквартированного в Павлограде, Екатеринославской губернии.
Был женат на дочери капитана 1-го ранга Николая Алексеевича Александровского Екатерине, уроженке Санкт-Петербургской губернии православного вероисповедания, имел сына Сергея 14 июня 1898 года рождения.

### Первая мировая война
В июле 1914 года во главе своего полка вступил в Первую мировую войну. В ходе Галицийской битвы, командуя полком, отличился в боях и был награждён орденом Святого Георгия 4-й степени и Георгиевским оружием. В октябре 1914 года был ранен.
В апреле 1915 года произведен в генерал-майоры, с назначением начальником штаба 17-го армейского корпуса. В декабре 1915 года был назначен начальником штаба 40-го армейского корпуса.
В марте 1917 года назначен командующим 6-й стрелковой дивизией, а в сентябре того же года — командующим 28-м армейским корпусом.
В октябре 1917 года командующий 28-м армейским корпусом генерал-майор Бутчик был произведен в генерал-лейтенанты, с утверждением в занимаемой должности.

### Гражданская война в России
После Октябрьской революции 1917 года Михаил Михайлович Бутчик — участник Гражданской войны на юге России.
В 1918 году служил в украинской армии гетмана Скоропадского. На 05.10.1918 — служил в Киеве, в Генеральном штабе; в Общем списке офицеров Генерального штаба Украинской державы числился (на 21.11.1918) в чине генерального значкового, соответствовавшему чину генерал-лейтенанта.
Накануне антигетманского восстания на Украине перебрался в Крым и, по рекомендации начальника Военного управления Добровольческой армии генерала Лукомского, заменил в Крымском правительстве Сулькевича генерала Мильковского на посту Военного министра. Перешёл в состав Второго Крымского краевого правительства на ту же должность.
Князь В. А. Оболенский вспоминал: "Впоследствии оно [правительство] включило в свой состав еще двух министров: военного — генерала Бутчика и морского — адмирала Канина. .... [Бутчик] …появлялся на них, всегда молчал, но не только не стремился поддержать престижа правительства, к которому принадлежал, но не скрывал в военных кругах, в которых вращался, своей к нему неприязни".
После захвата в апреле 1919 года Крыма частями украинской Красной армии под командованием Дыбенко, Бутчик эвакуировался на Кубань.
По прибытии в Екатеринодар, в Ставку Главнокомандующего ВСЮР генерала Деникина, 04.05.1919 был зачислен в резерв чинов штаба Главнокомандующего ВСЮР. Вскоре был назначен помощником командующего Добровольческой армией по гражданской части.
В конце 1919 года, после назначения генерала Врангеля на должность Главнокомандующего Добровольческой армией, был зачислен в распоряжение Главнокомандующего.
В ноябре 1920 года в составе войск Русской армии генерала Врангеля был эвакуирован из Крыма в Константинополь.
В 1921—1922 годах жил в Константинополе.
Умер 8 апреля 1922 года на острове Кипр.

## Награды
Российской империи:
- медаль «В память царствования императора Александра III» (26.02.1896)
- орден Святого Станислава 3-й степени (ВП от 19.08.1901)
- орден Святой Анны 3-й степени (ВП от 08.11.1905)
- чин полковника (ВП от 06.12.1906), — за отличие по службе
- орден Святого Станислава 2-й степени (ВП от 25.03.1910)
- медаль «В память 300-летия царствования Дома Романовых» (21.02.1913)
- орден Святой Анны 2-й степени (06.12.1912; ВП от 31.03.1913)
- орден Святого Георгия 4-й степени (26.11.1914; утверждено ВП от 13.01.1915), — …за то, что в бою 16 августа 1914 года на р. Гнилая Липа, командуя полком, под сильным ружейным и пулеметным огнем противника переправился вброд через канал и самую речку, направил бывшие с ним роты на поддержку рот, бывших в передовой линии и атаковавших окопы неприятеля.[24]
- Георгиевское оружие (26.11.1914; утверждено ВП от 24.02.1915), — … за то, что в боях 28–30 августа 1914 года у д. Мшаны, состоя начальником левого боевого участка и находясь всё время в боевой линии войск, отбил все настойчивые повторные атаки значительно превосходящих сил противника и не уступил до конца занятой позиции.[25]
- чин генерал-майора (ВП от 15.04.1915), — за отличие по службе
- орден Святого Владимира 3-й степени с мечами (ВП от 12.02.1916)
- орден Святого Станислава 1-й степени с мечами (ВП от 01.09.1916)
- чин генерал-лейтенанта (ПАФ от 12.10.1917), — за отличие по службе

других государств:
- бухарский орден Благородной Бухары, серебряная звезда 1-й степени (15.02.1899)
- персидский орден Льва и Солнца 3-й степени, командорская звезда (23.12.1903)
- бухарский орден Благородной Бухары, золотая звезда 3-й степени (20.01.1905)